# Scheherazade scheherazade
Scheherazade scheherazade – gatunek widłonoga z rodziny Chondracanthidae; jedyny przedstawiciel rodzaju Scheherazade. Gatunek i rodzaj opisał w 1934 roku brytyjski zoolog William Harold Leigh-Sharpe (1881–1950).